# Hideo Oguni
Hideo Oguni (小国 英雄 Oguni Hideo?, n. 9 iulie 1904, Hachinohe, Japonia – d. 5 februarie 1996) a fost un scriitor japonez care a scris peste 100 de scenarii de film. El este cel mai cunoscut în calitate de coautor al scenariilor mai multor filme regizate de Akira Kurosawa, printre care Ikiru, Cei șapte samurai, Tronul însângerat, Azilul de noapte, Cetatea ascunsă, Barbă Roșie și Dodes'ka-den.

## Carieră
Primul său film în care a colaborat cu Kurosawa a fost Ikiru și, potrivit profesoarei de film Catherine Russell, Oguni a fost cel care a conceput structura în două părți a acestui film. Criticul de film Donald Richie l-a considerat drept „umanistul” din echipa de scenariști a lui Kurosawa.
Oguni a colaborat, cu Akira Kurosawa și Shinobu Hashimoto, la scrierea scenariului filmului Cei șapte samurai (1954). În noiembrie 1952 Hashimoto a scris liber o primă versiune a scenariului, iar în luna următoare Hashimoto, Kurosawa și Oguni s-au retras la ryokan-ul (hanul) Minaguchi-en din Atami pentru a scrie scenariul final. Cei trei scenariști au lucrat la han timp de șase săptămâni (45 de zile) de la ora 10 până la ora 17. Kurosawa și Hashimoto concepeau în mod independent întâmplările, iar Oguni juca rolul „avocatului diavolului”, având drept de veto și criticând fiecare aspect al poveștii pentru îmbunătățirea acesteia. Cei trei scenariști au refuzat să folosească telefonul în această perioadă și au interzis prezența oricărui vizitator, cu excepția lui Toshiro Mifune. Efortul i-a afectat fizic pe cei trei scenariști, care își făceau seara masaj unul altuia, dar cel mai rău s-a simțit Kurosawa care a avut chiar și viermi intestinali din cauza condițiilor insalubre din anii de după război. Aceiași trei scenariști au colaborat apoi la scrierea scenariului filmului Dodes'ka-den (1970), care a fost inspirat din volumul de povestiri Kisetsu no nai machi („Orașul fără anotimpuri”) al lui Shūgorō Yamamoto, autorul povestirilor care au stat la baza filmelor Sanjuro (1962) și Barbă Roșie (1965).
În afară de filmele lui Kurosawa, Hideo Oguni a colaborat la scrierea scenariilor altor filme celebre precum: Entotsu no mieru basho (1953) al lui Heinosuke Gosho, Avertisment din spațiu (1956) al lui Koji Shima, Tora! Tora! Tora! (1970) al lui Richard Fleischer și Machibuse (1970) al lui Hiroshi Inagaki.
În 2013 Oguni și alți doi scenariști colaboratori frecvenți ai lui Kurosawa, Shinobu Hashimoto și Ryūzō Kikushima, au primit premiul Jean Renoir din partea Writers Guild of America West, sindicatul scenariștilor din vestul Americii.

## Filmografie selectivă
- 1933: Kanojo no michi
- 1933: Kyoka - Den'en-hen
- 1934: Kyoka - Tokai-hen
- 1935: Nozokareta hanayome
- 1935: Gunkoku komoriuta
- 1937: Totsugiyuku hi made
- 1937: Bokô no hanagata
- 1937: Aoi sebiro de
- 1937: Jidai no kiri - Harumi no maki
- 1937: Jidai no kiri - Shizuko no maki
- 1938: Tetsuwan toshi
- 1938: Enoken no hôkaibô
- 1938: Yajikita dôchûki
- 1939: Enoken no gambari senjutsu
- 1941: Seiki wa warau
- 1944: Ano hata o ute
- 1944: Fuchinkan gekichin
- 1945: Histoire de l'arc au temple de Sanjusangendo (三十三間堂通し矢物語 Sanjūsangendō tōshiya monogatari?), regizat de Mikio Naruse
- 1946: Iki na fûraibô
- 1948: Yûrei akatsuki ni shisu
- 1952: Rikon
- 1953: Là d'où l'on voit les cheminées (煙突の見える場所 Entotsu no mieru basho?), regizat de Heinosuke Gosho
- 1954: Cei șapte samurai (七人の侍 Shichinin no samurai?), regizat de Akira Kurosawa[18]
- 1956: Kyûketsu-ga
- 1956: Kage ni ita otoko
- 1957: Tronul însângerat (蜘蛛巣城 Kumonosu-jō?), regizat de Akira Kurosawa[19]
- 1957: Azilul de noapte (どん底 Donzoko?), regizat de Akira Kurosawa[20]
- 1962: Sanjuro (椿三十郎 Tsubaki Sanjūrō?), regizat de Akira Kurosawa[21]
- 1963: Entre le ciel et l'enfer (天国と地獄 Tengoku to jigoku?), regizat de Akira Kurosawa
- 1965: Barbă Roșie (赤ひげ Akahige?), regizat de Akira Kurosawa[22]
- 1970: Tora! Tora! Tora!, regizat de Richard Fleischer, Kinji Fukasaku și Toshio Masuda
- 1970: Dodes'kaden (どですかでん Dodesukaden?), regizat de Akira Kurosawa[23]
- 1985: Ran (乱 Ran?), regizat de Akira Kurosawa

## Legături externe
- Hideo Oguni la Internet Movie Database